# Lill-Knäsjötjärnen
Lill-Knäsjötjärnen är en sjö i Sollefteå kommun i Ångermanland och ingår i Ångermanälvens huvudavrinningsområde. Sjöns area är 0,015 kvadratkilometer och den är belägen 248 meter över havet.